# Чоргунская башня
Чоргу́нская башня — объект культурного наследия федерального/памятник архитектуры национального значения в селе Черноречье (до 1945 года Нижний Чоргунь, сейчас относится к городу Севастополь). 

## Описание

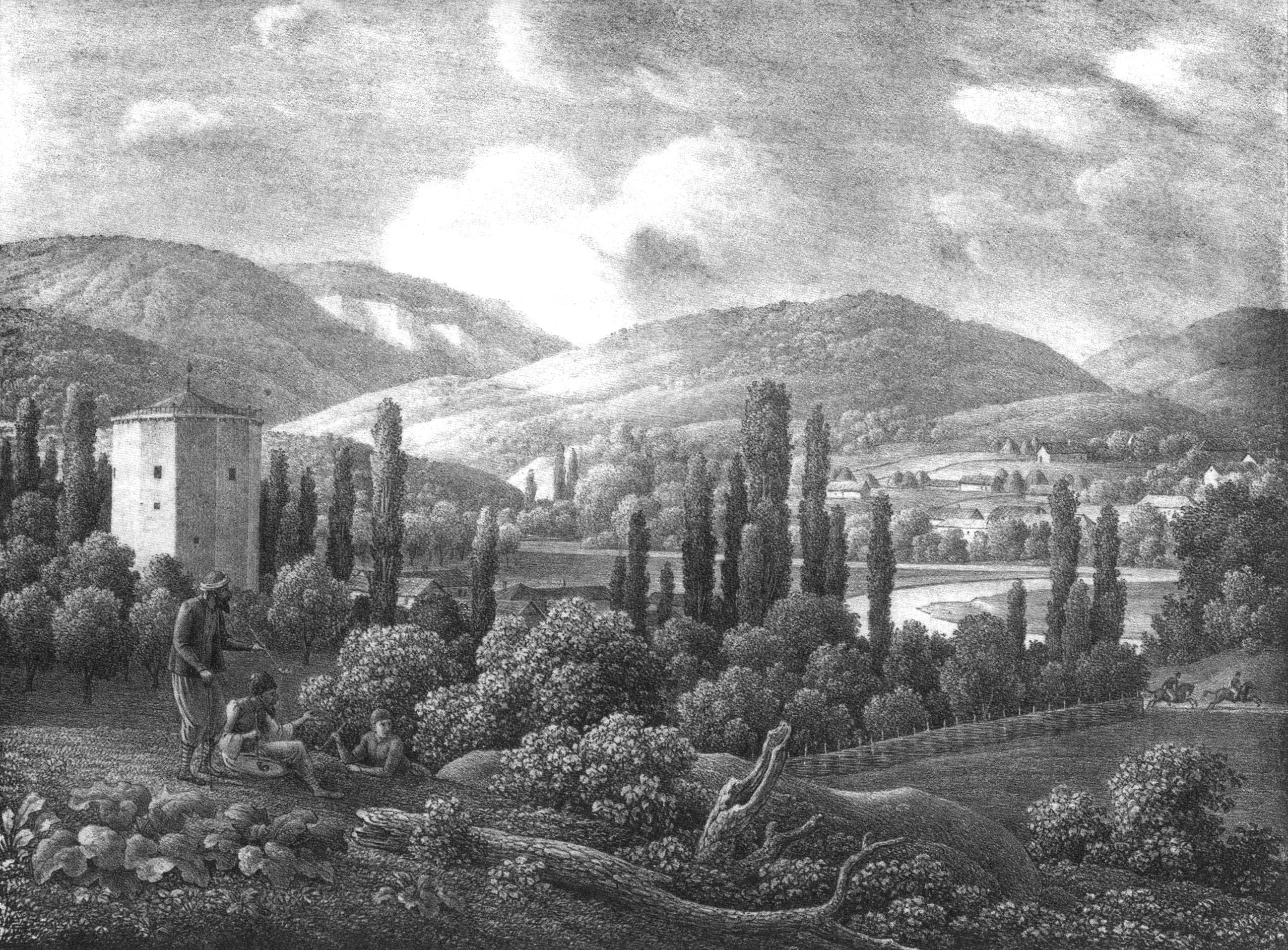
Чоргунь. Литография К. Кюгельхена, нач. XIX в.

Расположена на правом берегу реки Черная. По мнению А. Бертье–Делагарда, башня является частью дворцового комплекса турецкого или татарского вельможи и построена в XVI—XVIII веках. Известный географ и путешественник академик Петер-Симон Паллас относил её к XIV—XV векам.
Башня имеет необычную форму: внутри она круглая, снаружи — двенадцатигранная. Толщина стен — от полутора до двух метров. Высота каменной кладки — около двенадцати метров. Была построена из бутового камня на известковом растворе. Углы башни сложены инкерманским камнем. Башня имела несколько ярусов, соединённых деревянной лестницей. Нижний ярус использовался для хранения запасов воды, другие — для жилья. Вверху на плоской кровле могло находиться оружие.
Во время Крымской (Восточной) войны в 1854-55 годах использовалась как форпост при обороне города Севастополя.